# 야치다 뎃페이
야치다 뎃페이(일본어: 谷内田 哲平, 2001년 11월 1일~)는 일본의 축구 선수이다.

## 구단 경력
2020년 J2리그의 교토 상가 FC에 입단하였다. 2021년부터 2022년까지 도치기 SC에서 뛰었다.

## 국가대표팀 경력
그는 2022년 아시안 게임에 참가할 일본 U-23 국가대표팀에 발탁되었으며, 준우승에 기여했다.